# Luis Álamos
Luis Álamos Luque (* 25. Dezember 1923 in Chañaral; † 26. Juni 1983 in Santiago de Chile) war ein chilenischer Fußballspieler und -trainer. Als Aktiver einzig bei CF Universidad de Chile aktiv, trainierte er später die chilenische Fußballnationalmannschaft bei zwei Weltmeisterschaften und führte Colo-Colo Santiago als erste chilenische Mannschaft überhaupt ins Endspiel um die Copa Libertadores.

## Spielerkarriere
Luis Álamos wurde am 25. Dezember 1923 in Chañaral im Norden Chiles geboren. Er kam bereits in seiner Jugend zum Hauptstadtverein Universidad de Chile. Dort verbrachte der Mittelfeldspieler dann auch seine gesamte Laufbahn als aktiver Fußballspieler und kickte von 1941 bis 1955 fünfzehn Jahre lang für den Verein. In dieser Zeit sprang für Universidad de Chile und Luis Álamos jedoch kein Titelgewinn heraus. Der Klub befand sich damals in einer neunzehnjährigen Meisterschaftsdurststrecke. Nach dem ersten Titelgewinn überhaupt in der Vereinsgeschichte (1940) dauerte es bis 1959, ehe Universidad de Chile wieder die chilenische Fußballmeisterschaft für sich entscheiden konnte. Trainer war bei diesem zweiten Titelgewinn Luis Álamos – vier Jahre nachdem er als Spieler für Universidad de Chile aufgehört hatte.

## Trainerkarriere
Nachdem er im Jahr zuvor seine aktive Karriere an den Nagel gehängt hatte, begann Luis Álamos 1956, als Trainer für Universidad de Chile zu arbeiten. Er führte den Klub wieder zurück in die Erfolgsspur und holte 1959 nach neunzehn Jahren wieder den Titel des chilenischen Fußballmeisters. Bei dem Verein formte Álamos eine sehr schlagkräftige Truppe, die sich den Beinamen Ballet Azul aufgrund ihrer spielerischen Klasse erarbeitete. In den Jahren 1962, 1964 und 1965 konnten noch drei weitere Meisterschaften hinzugefügt werden, sodass Álamos Universidad de Chile zu insgesamt vier Meisterehren führte. Weiterhin stellte Álamos' Universidad de Chile einen großen Teil der erfolgreichen chilenischen Mannschaft bei der Fußball-Weltmeisterschaft 1962 im eigenen Land. Viele der Universidad-Spieler wie beispielsweise Leonel Sánchez, Jaime Ramírez oder Luis Eyzaguirre hatten dabei einen wichtigen Anteil am Erreichen des dritten Platzes bei der Weltmeisterschaft.
Nach elf Jahren als Trainer von Universidad de Chile gab Luis Álamos dieses Amt im Sommer 1966 auf, um die chilenische Nationalmannschaft bei der Fußball-Weltmeisterschaft 1966 in England zu betreuen. Das Weltturnier missriet allerdings auf ganzer Linie und Chile musste als Letzter der Vorrundengruppe D hinter der Sowjetunion, Nordkorea und Italien schon nach der ersten Runde die Heimreise antreten. Danach musste Luis Álamos sein Amt als Nationaltrainer niederlegen, Nachfolger wurde der argentinische Vizeweltmeister von 1930 Alejandro Scopelli.
In den folgenden Jahren hatte Luis Álamos Trainerstationen von kurzer Dauer, die auch nicht den großen Erfolg brachten. So arbeitete er zwei Jahre von 1967 bis 1968 für Audax Italiano La Florida sowie 1970 und 1971 je ein Jahr für Lota Schwager und die Santiago Wanderers.
1972 übernahm Álamos dann das Traineramt beim heutigen Rekordmeister Colo-Colo Santiago. Nach dem Meistertitel von 1972 spielte sich das Team um Spieler wie Torwart Adolfo Nef, Mittelfeldregisseur Francisco Valdés oder Stürmer Sergio Ahumada ein Jahr später ins Endspiel um die Copa Libertadores, den wichtigsten Wettbewerb für Vereinsmannschaften in Südamerika. Dort traf Colo-Colo auf den damaligen argentinischen Seriensieger Independiente Avellaneda. Nachdem es nach Hin- und Rückspiel unentschieden stand, unterlag Álamos' Mannschaft im nun nötig gewordenen Entscheidungsspiel mit 1:2 nach Verlängerung und verpasste damit den Titelgewinn. Dennoch setzte die damalige Mannschaft von Colo-Colo Maßstäbe, als sie als erstes chilenisches Team überhaupt den Einzig ins Endspiel um die Copa Libertadores schaffte. Ein Jahr darauf, 1974, errang Colo-Colo durch einen Finalsieg gegen die Santiago Wanderers auch den Titel des erstmals seit zwölf Jahren ausgespielten chilenischen Fußballpokals.
Parallel zu seiner Tätigkeit als Vereinstrainer bei Colo-Colo betreute Luis Álamos von 1973 bis 1974 auch die chilenische Nationalmannschaft in einer zweiten Amtszeit. Er übernahm das Amt vom Deutschen Rudi Gutendorf, der kurze Zeit nach dem Militärputsch gegen den sozialistischen Präsidenten Salvador Allende aus Gründen seiner Sympathie zu Allende das Land verlassen hatte. Álamos führte die chilenische Auswahl durch das Playoff-Rückspiel um die Qualifikation zur Fußball-Weltmeisterschaft 1974 in Deutschland gegen die Sowjetunion. Nachdem Chile noch unter Álamos' Vorgänger Gutendorf ein torloses Remis in Moskau erreicht hatte, trafen sich beide Teams zum Rückspiel im Nationalstadion von Santiago de Chile, das von der Militärjunta damals eigentlich als Internierungslager für politische Häftlinge genutzt wurde. Aus diesem Grund trat die sowjetische Mannschaft nicht an, Chiles Francisco Valdés erzielte ohne Gegenwehr das 1:0, der Schiedsrichter konnte das Spiel nicht mehr anpfeifen und Chile hatte sich damit für die Endrunde in Deutschland qualifiziert. Dort scheiterte das Team von Trainer Luis Álamos allerdings erneut schon frühzeitig. In einer Gruppe mit der Bundesrepublik Deutschland, der DDR sowie Australien wurde man nur Dritter und schied aus. Nach der Weltmeisterschaft endete dann auch die zweite Amtsperiode von Luis Álamos als chilenischer Nationalcoach. Er wurde in seinem Amt von Pedro Morales Torres, zuvor Meistertrainer von CD Huachipato, beerbt.
In den folgenden Jahren konnte Luis Álamos nicht an die vorherigen Erfolge seiner Trainerkarriere anknüpfen. In kurzen und relativ erfolglosen Intermezzos bei CD Santiago Morning, Coquimbo Unido, Unión Española und noch einmal bei den Santiago Wanderers hatte Álamos keinen großen Erfolg. 1979 endete seine lange Trainerlaufbahn dann. Vier Jahre später starb Luis Álamos in Santiago de Chile im Alter von 59 Jahren.

## Erfolge
- Chilenische Meisterschaft: 5×

1959, 1962, 1964 und 1965 mit Universidad de Chile
1972 mit Colo-Colo
- Chilenischer Pokalsieg: 1×

1974 mit Colo-Colo
- Endspiel um die Copa Libertadores: 1×

1973 mit Colo-Colo